# King (Kollegah-Album)
King ist das vierte Soloalbum des deutschen Rappers Kollegah. Es erschien am 9. Mai 2014 über das Düsseldorfer Label Selfmade Records.

## Hintergrund
2013 veröffentlichte Kollegah gemeinsam mit Farid Bang das Album Jung, brutal, gutaussehend 2. Dieses erreichte Platz 1 der deutschen, österreichischen und schweizerischen Album-Charts und erfuhr eine breite Rezeption. Bereits während der Vermarktung des Kollaborationsalbums begann Kollegah die Arbeit an King. Der Erfolg von Jung, brutal, gutaussehend 2 sei, laut Aussage Kollegahs, einer „Befreiung“ gleichgekommen, die ihm erlaubt habe, seine Kreativität fließen zu lassen. Dies habe der Arbeitsweise zu Beginn seiner musikalischen Tätigkeit geähnelt. Stilistisch stelle das Album damit einhergehend eine Abkehr von Bossaura dar und sei vergleichbar mit den „Zuhältertapes“. Nachdem Kollegah die ersten Texte verfasst hatte, begannen die Studioaufnahmen, aus denen im Sommer 2013 eine erste Version des Albums hervorging. In den darauf folgenden Monaten wurden Stücke des Albums überarbeitet oder ausgetauscht sowie zusätzliche Strophen von Gastrappern gewonnen. Im Zuge des Entstehungsprozesses war Kollegah, etwa durch die Auswahl der Samples, auch aktiv in die Produktion involviert.
Am 4. November 2013 gab Kollegah im Zuge der Veröffentlichung des Lieds Ruhe vor dem Sturm den Album-Titel King bekannt. Der Titel ist unter anderem gegen den Rapper Kool Savas gerichtet, der sich selbst als „King of Rap“ bezeichnet. Kollegah erklärte, dass Savas in seinem Vortrag vom „Freestyle ins Schreien“ wechsele und dies „als Rap-Offenbarung“ verkaufe. Aus diesem Grund wolle er die Bezeichnung Savas’ als „King of Rap“ nicht mehr tolerieren. Ende Januar wurde zunächst der 25. April 2014 als Veröffentlichungsdatum bekannt gegeben. Später wurde der Termin auf den 9. Mai 2014 verschoben. Die Verzögerung wurde mit der Überprüfung der in der Limited Deluxe Edition beiliegenden JBG-2-DVD durch die Freiwillige Selbstkontrolle der Filmwirtschaft begründet. Am 8. Februar 2014 erfolgte die Präsentation des Album-Covers.

## Titelliste

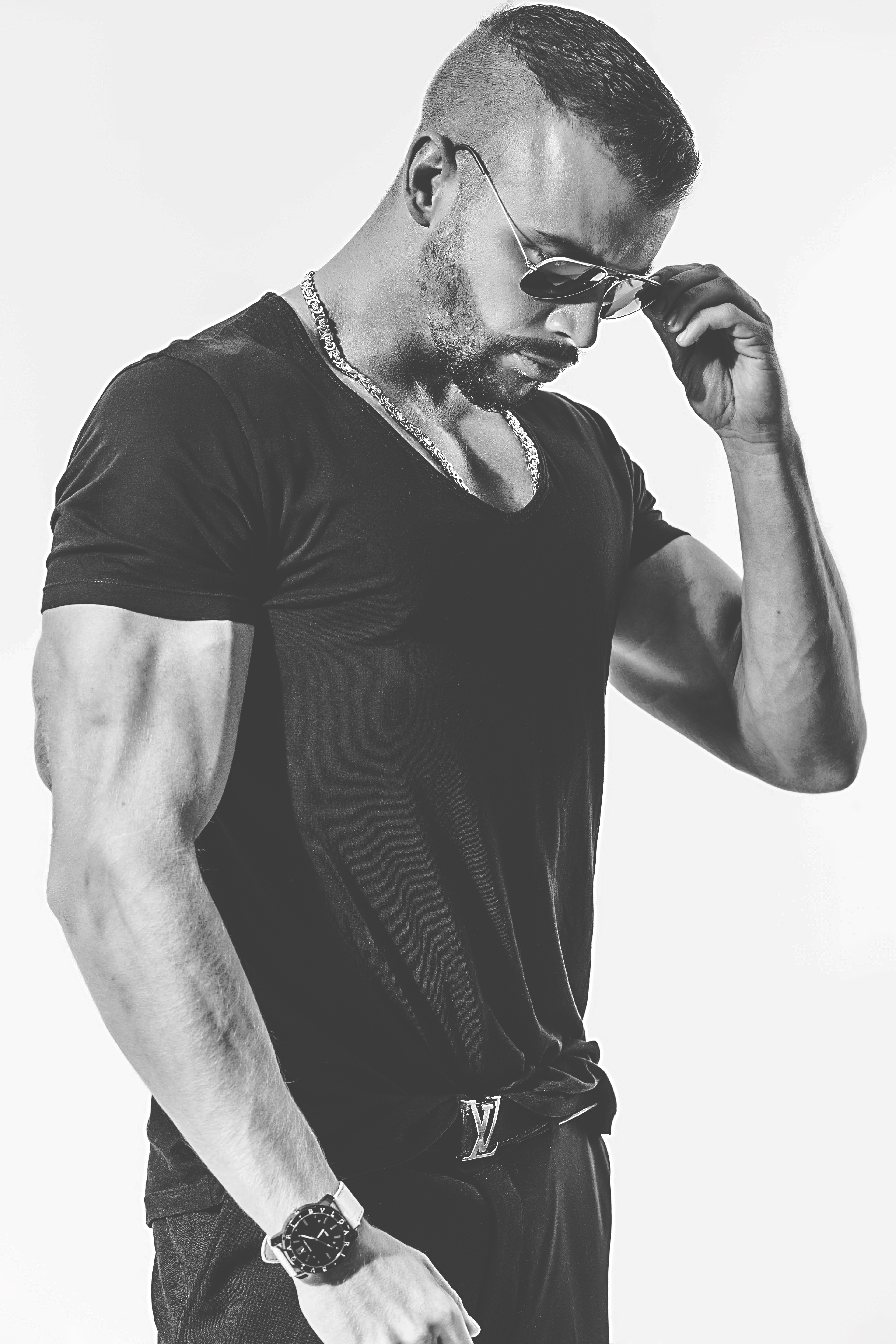
Kollegah (2014)

| #   | Titel                                    | Produzent                                             | Länge |
| --- | ---------------------------------------- | ----------------------------------------------------- | ----- |
| 1.  | Alpha                                    | Hookbeats, Phil Fanatic, United Hustlers & Sadikbeatz | 2:19  |
| 2.  | King                                     | United Hustlers                                       | 3:29  |
| 3.  | Flightmode                               | Hookbeats & Phil Fanatic                              | 3:25  |
| 4.  | R.I.P.                                   | Hookbeats & Phil Fanatic                              | 3:22  |
| 5.  | Cohibas, blauer Dunst (feat. Farid Bang) | Hookbeats & Phil Fanatic                              | 3:23  |
| 6.  | AKs im Wandschrank                       | Hookbeats, Phil Fanatic & United Hustlers             | 3:00  |
| 7.  | Morgengrauen                             | Hookbeats & Phil Fanatic                              | 3:18  |
| 8.  | Sanduhr (feat. Favorite)                 | KD-Beatz & Drumz N’ Roses                             | 3:19  |
| 9.  | Du bist Boss                             | Hookbeats, Phil Fanatic, Cestro & United Hustlers     | 2:41  |
| 10. | Universalgenie                           | Hookbeats & Phil Fanatic                              | 4:38  |
| 11. | Lamborghini Kickdown                     | Hookbeats & Phil Fanatic                              | 2:44  |
| 12. | Karate (feat. Casper)                    | Hookbeats, Phil Fanatic & United Hustlers             | 3:14  |
| 13. | Schwarzer Benz                           | Hookbeats & Phil Fanatic                              | 4:28  |
| 14. | Rolex Daytona (feat. Game)               | Hookbeats, Phil Fanatic & United Hustlers             | 3:46  |
| 15. | Warum hasst du mich                      | Hookbeats, Phil Fanatic, Sadikbeatz & United Hustlers | 3:01  |
| 16. | Königsaura                               | KD-Beatz                                              | 7:26  |
| 17. | Es ist Rap (feat. Genetikk)              | Sikk                                                  | 2:57  |
| 18. | Click Click                              | United Hustlers                                       | 3:33  |
| 19. | Regen                                    | Hookbeats & Phil Fanatic                              | 3:33  |
| 20. | Omega                                    | Hookbeats & Phil Fanatic                              | 6:57  |

## Gastbeiträge

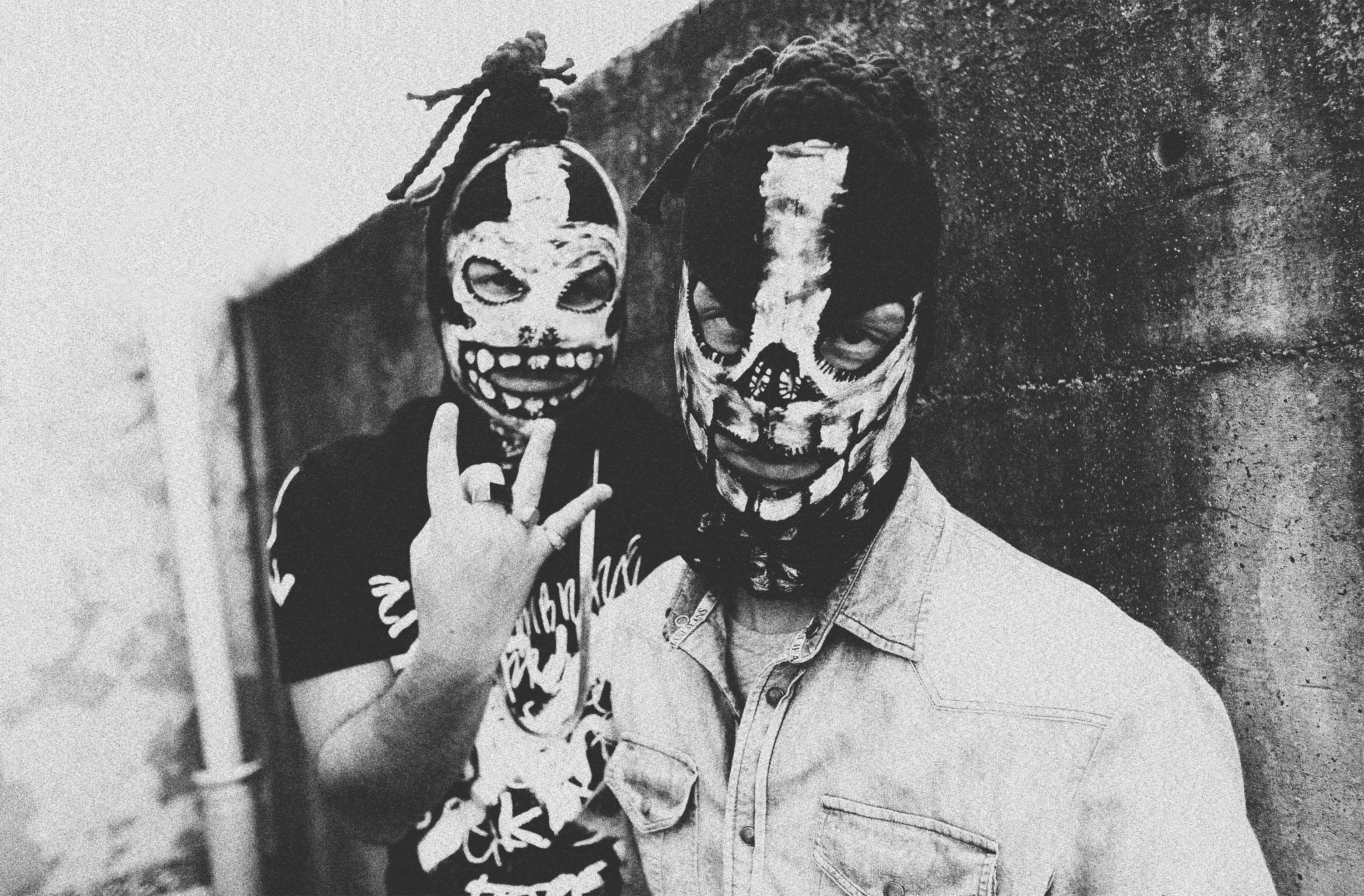
Genetikk (2013)

Für King nahm Kollegah gemeinsame Stücke mit den Hip-Hop-Musikern Farid Bang, Favorite, Casper, Game und Genetikk auf. Mit Favorite und Genetikk, die wie Kollegah bei Selfmade Records unter Vertrag stehen, hatte er bereits zuvor zusammengearbeitet. Eine Kollaboration mit Casper war ursprünglich für das Album Bossaura geplant gewesen, konnte aber schließlich nicht umgesetzt werden. Kollegah erklärte in einem Interview, dass eine Zusammenarbeit mit Casper „im Nachhinein nicht auf das Album gepasst“ hätte. Aus seiner Sicht sei Casper ein „technisch unglaublich guter Rapper“, der sich durch eine „einzigartige Stimme“ auszeichnet. Casper war außerdem bereits auf Kollegahs erstem Zuhältertape vertreten. Farid Bang trat durch die gemeinsamen Alben Jung, brutal, gutaussehend (2009) und Jung, brutal, gutaussehend 2 (2013) bereits häufiger auf Songs von Kollegah in Erscheinung. Mit Game ist auf Kollegahs viertem Album erstmals ein US-amerikanischer Rapper vertreten. In der Vergangenheit habe es, so Kollegah, häufiger „irgendeinen aus der B-Liga von Dipset“ auf Alben deutscher Rapper gegeben. Ein „Top-Feature“ sei jedoch nie entstanden. Da US-amerikanische Beiträge in der Regel wie „Fremdkörper“ wirken, sei für ihn ausschließlich The Game, dessen Musik er bewundere, in Frage gekommen. Die Kontaktaufnahme mit dem Rapper war über den Selfmade-Records-Gründer Elvir Omerbegovic erfolgt.

## Versionen
King erschien in zwei CD- und einer Vinyl-Version sowie als digitale Veröffentlichung. Neben der Standard Edition, die zusätzlich zu den Tracks noch eine King-DVD enthält, auf der der Entstehungsprozess des Albums dargestellt wird, wurde eine Limited Deluxe Edition in Form eines Box-Sets veröffentlicht. Diese enthält zusätzlich zum Album eine DVD zur JBG-2-Tournee (die aufgrund der Indizierung des Albums in „Kollegah & Farid Bang On Tour“ umbenannt wurde), ein exklusives T-Shirt, ein Poster und einen Sticker. Die Schallplatte erschien als goldfarbene Doppel-Vinyl.

## Rezeption
| Professionelle Bewertungen | Professionelle Bewertungen |
| -------------------------- | -------------------------- |
| Kritiken                   |                            |
| Quelle                     | Bewertung                  |
| laut.de                    | [ 13 ]                     |
| rap.de                     | [ 14 ]                     |
| Hiphop.de                  | [ 15 ]                     |

Kommerzieller Erfolg

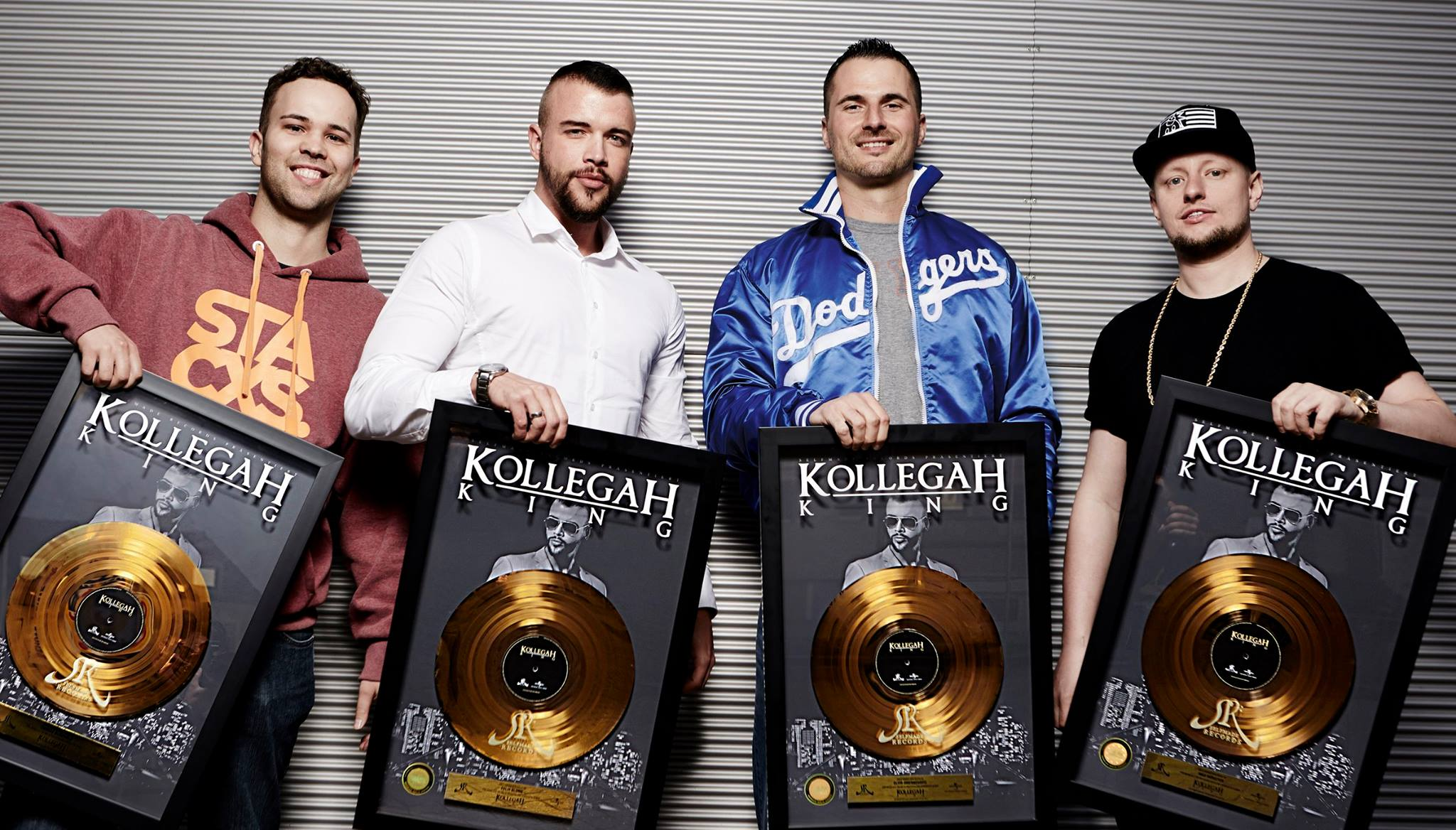
Thomas Burkholz, Kollegah, Elvir Omerbegovic und Max Mönster bei der Goldverleihung für das Album „King“

Bereits drei Tage nach Veröffentlichung verkündete Selfmade Records, dass King innerhalb von 24 Stunden Goldstatus in Deutschland für über 100.000 verkaufte Einheiten erreicht habe. Eine GfK-Analyse bestätigte die Aussagen des Labels. Demnach positionierte sich Kollegah mit King mit über 160.000 verkauften Einheiten in der ersten Verkaufswoche direkt auf Platz eins der deutschen Charts. Auch in Österreich und der Schweiz stieg das Album direkt auf Platz eins ein und erreichte laut Selfmade Records ebenfalls Goldstatus in der ersten Woche. Nach vier Wochen und drei Tagen konnten mehr als 200.000 Einheiten abgesetzt und somit Platinstatus erreicht werden. Bis Mitte März 2016 wurden 300.000 Alben verkauft, womit King in Deutschland mit Dreifach-Gold ausgezeichnet wird.
In den deutschen Album-Jahrescharts 2014 belegte es den Platz 7.
18 der 20 Albumtracks konnten sich in der Woche der Veröffentlichung des Albums außerdem in den deutschen Singlecharts platzieren. „King“ ist damit das Album mit dem stärksten Einfluss auf die Singlecharts aller Zeiten und Kollegah der deutsche Interpret mit den meisten gleichzeitig in den Singlecharts vertretenen Songs. Nur von Michael Jackson waren nach seinem Tod mehr Titel gleichzeitig in der Top 100 vertreten.
Auszeichnungen für Musikverkäufe
| Land/Region        | Auszeichnungen für Musikverkäufe (Land/Region, Auszeichnung, Verkäufe) | Verkäufe |
| ------------------ | ---------------------------------------------------------------------- | -------- |
| Deutschland (BVMI) | 3× Gold                                                                | 300.000  |
| Österreich (IFPI)  | Platin                                                                 | 15.000   |
| Insgesamt          | 1× Gold · 2× Platin ·                                                  | 315.000  |

In einer Spotify-Mitteilung heißt es, dass King in nur zwei Tagen mehr als drei Millionen Mal gestreamt worden sei und somit einen neuen Streaming-Rekord für die Region Deutschland, Österreich und Schweiz aufgestellt habe. Des Weiteren positionierte sich Kollegah mit King als erster deutscher Künstler auf die Spitze der täglich aktualisierten Spotify-Alben-Charts. Laut Selfmade Records sei das Album King in der ersten Verkaufswoche knapp 11 Millionen Mal gestreamt worden.